# 河野氏吉
河野 氏吉（こうの うじよし）は、戦国時代から江戸時代初期の武将。織田信長に仕え、坂井利貞らとともに道路や橋の整備にあたった。通称は藤三、藤左衛門。「高野藤蔵」と記されることもある。

## 生涯
大永7年（1527年）尾張国に生まれ、織田信長に仕える。
天文16年（1547年）から2年間、三河国の松平竹千代（のちの徳川家康）が尾張国熱田で抑留されていたが、氏吉は竹千代を慰めるためにひそかに小鳥（モズ）を差し入れた。竹千代は、葵と桐の紋を彫った目貫を氏吉に贈った。
織田家では坂井利貞・篠岡八右衛門・山口太郎兵衛とともに奉行衆として活動している。『坂井遺芳』によれば、天正2年（1574年）閏11月25日、坂井利貞（文助）・河野氏吉（藤三）・篠岡・山口は尾張国中の道路・橋・水道を整備するよう命じられ、翌年2月に完成した。この4人はその後も土木事業を命じられており、天正3年（1575年）10月に尾張国中の橋と道並木の整備が命じられた。天正4年（1576年）2月には、尾張・美濃を支配することになった織田信忠から、尾張の幹線道路・脇道の普請と沿道に植える樹木の整備、天正7年（1579年）11月には岐阜と西美濃を結ぶ道路と橋の整備を命じられている（身分としては信長の馬廻であり、安土に居住して信忠の分国に出張している）。谷口克広はかれらの役割を「土木奉行」と評している。
本能寺の変後は、織田信雄に仕えた。信雄の尾張入国後間もない天正10年（1582年）7月19日に、坂井・河野・篠岡・山口の4人に尾張国中の道路・橋・並木の整備が命じられた。天正12年（1584年）から天正14年（1586年）ころの成立とされる『織田信雄分限帳』には、「河野藤左衛門」および継嗣とみられる「河野藤三」の名が見られ、藤左衛門（氏吉）は70貫文、藤三は250貫文の知行地を所持している。織田信雄は天正18年（1590年）に国替えを拒んで秀吉の怒りを買い尾張を失うが、坂井と河野はその後各地を流転していた時期の信雄に雁を贈っている。河野氏吉は豊臣秀吉に仕え馬廻となった。
晩年は越後国に移り住んだ（子の氏房が仕えた村上頼勝は、慶長3年（1598年）に越後国村上城主となった）。慶長5年（1600年）の関ヶ原の戦いののち、徳川家康に召し出され、以後家康に仕えた。『徳川実紀』「東照宮御実記附録」によれば、家康が少年時代に受けた厚意を忘れなかったためという。元和2年（1616年）8月17日没、90歳。

## 系譜・一族

### 旗本河野家の史料
『寛永諸家系図伝』によれば、平安時代末期の伊予国の武将・河野通清の後裔。『寛政重修諸家譜』（以下『寛政譜』）編纂時の呈譜によれば、通清の八代の孫・河野通遠の子孫と称する。
『寛政譜』は、氏吉の子として2人の男子を掲げる。長子の河野氏門（善四郎）は、本能寺の変の際に織田信忠とともに二条新御所で自害した。次子の河野氏房（庄左衛門）は村上頼勝に仕えた。
河野氏吉の末裔は江戸幕府に仕え、1500石の旗本となっている。『寛政譜』では氏吉（藤左衛門）―氏房（庄左衛門）―氏勝（権兵衛）を親子三代とし、氏勝の代の元和4年（1618年）に村上家（村上藩）が改易された際、徳川秀忠に召し出されて信濃国川中島で1500石を知行する旗本になったとする。『元和年録』は河野氏勝（「高野藤兵衛」と記載）に関連する記述として、藤兵衛の「先祖」の「高野（河野）藤蔵」が家康に小鳥を差し入れ、家康の時代に「高野（河野）勝左衛門」が御目見の上で呉服を賜ったとある。秀忠もこうした経緯を承知していたために氏勝を幕臣にしたという。
ただし河野家が徳川家に仕える過程については史料によって相違もある。谷口克広は『信長の親衛隊』（1998年）において、『織田信雄分限帳』に見られる「河野藤三」を「系譜の誰に当たるかは不明」とし、河野家が川中島1500石の幕臣になった時期を「氏吉の孫」である氏房の代としている。

### 尾張藩士河野家の史料
徳川義直に仕えた河野忠左衛門成吉は、織田信長・信雄に仕えた「河野藤左衛門定次」の弟であるといい、その関係で『尾張群書系図部集』には尾張藩士河野家の系譜が載せられている。同書では信雄から尾張の道普請を命じられた「河野藤左衛門」を「定次」と同定し、熱田の加藤順盛邸で徳川家康の世話にあたった「河野藤蔵」（『牛窪記』）をその父かと推測する。
『尾張群書系図部集』が載せる系譜によれば、伊予河野家の河野弾正少弼通直の子である河野晴通（四郎・六郎）が父と不和となって伊予国を去り、尾張国中島郡山崎村（現在の愛知県稲沢市祖父江町山崎）に住したと称する。晴通の子・通定（金大夫）は織田信秀に仕え、通定の子が藤左衛門定次（あるいは通次）である。藤左衛門定次は法号を善志といい、山崎村の専慶寺に葬られたという。
定次の子として通房・通昌・通量・通頼（藤蔵）および女子4人が挙げられる。『尾張群書系図部集』では、『織田信雄分限帳』にある「河野藤左衛門」を「定次」とし、「河野藤蔵」を子の「通頼ヵ」と推測している。河野通頼は松平忠吉ついで徳川義直に仕えたとあるが、その子孫については不明である。他の子についてはその存在と男子の実名以外の情報がない。
定次の弟として敬春（僧侶）・成吉（あるいは通吉）が2名が挙げられる。敬春は中島郡井之口村の明源寺（稲沢市井之口本町）の住職となった。河野成吉は徳川義直に仕えて馬廻、ついで相応院（義直の生母・お亀の方）附きとなり、寛永12年（1635年）に没して明源寺に葬られた。明源寺には、大坂の陣で活躍した河野成吉（忠右衛門）が義直から下賜されたという聖徳太子立像（稲沢市指定文化財）が伝来されている。
成吉の子孫は尾張藩士として続いた。江戸時代中・後期には、（成吉を初代として）4代目の河野矩明（忠右衛門・忠兵衛）、5代目の河野伯明（藤蔵）、6代目の河野矩明（藤蔵・忠左衛門）を輩出し、尾張藩中の剣術（新陰流）・槍術（神捕流）・居合術（関口流）の家として知られた。